# نادي سباقات الخيل

شعار نادي الفروسية الذي أُعتمد سنة 1965

نادي سباقات الخيل (نادي الفروسية سابقا) بالرياض هو ناد سعودي لتنظيم سباقات الخيل الأصيل. تأسس رسميا سنة 1965 الموافق 1385 هـ ويمثل المملكة في المنظمات الدولية.

## تاريخيه
بدأ نادي الفروسية بالرياض في عهد مؤسس المملكة العربية السعودية عبد العزيز بن عبد الرحمن بن فيصل آل سعود، وكانت تقام سباقات للخيل في الجهة الشمالية الشرقية من مدينة الرياض، وكان ميدان السباق ينطلق من آخر طريق صلاح الدين الأيوبي إلى نقطة النهاية أمام ربوة مرتفعة كان يجلس عليها الملك عبدالعزيز ويشاهد السباق، وهي الموقع الحالي لمبنى النادي الرياضي التابع لنادي الفروسية بحي الملز، كان هذا السباق يقام بين أبناء جلالته، وعلى خيل عربية أصيلة يملكها جلالته وبعض من أصحاب السمو الأمراء من أبنائه الذين أصبحوا يهتمون باقتناء الخيل الخاصة بهم ويشاركون بها في السباقات منذ ذلك الحين. وفي عهد الملك سعود بن عبدالعزيز تم إنشاء (دكة) على الربوة المرتفعة المشار إليها وأصبحت مكان يجتمع فيه المتسابقين من ملاك الخيل ويشاهدون السباقات، وعندما تقرر نقل الوزارات من مكة المكرمة إلى الرياض تم اختيار الجهة الشمالية من هذا الموقع كمنطقة سكنية راقية، سميت باسم الملز وأخذ الاسم من (ملز الخيل) التي كانت تقام في المنطقة، وبعد ذلك تم اختيار مساحة من الأرض تكون منها ميدان سباق الخيل، ووضعت إسطبلات الخيل في الجهة الشرقية من هذا الموقع.
سعى الأمير عبد الله بن عبد العزيز آل سعود في دعوة محبي الفروسية والمهتمين بالخيل عندما لاحظ اندثار هذه الرياضة، وضعف الاهتمام بالخيل؛ وعدم وجود التنظيم المناسب لممارستها؛ وأرسل لدعوة هذه الفئة من الناس حتى تبلورت الفكرة لإنشاء كيان يضم كل محبي الفروسية وسباقات الخيل وتولى حينها الأمير سلمان بن عبد العزيز آل سعود أمير منطقة الرياض آنذاك التنسيق في تكوين هذا التجمع؛ وفي عام 1965م أكتمل هذا الجهد بقيام نادي للفروسية رسمياً بموجب قرار من وزارة العمل والشئون الاجتماعية؛ وصدر الأمر السامي الكريم من الملك فيصل بن عبد العزيز آل سعود حينها بتكليف الأمير عبدالله بن عبدالعزيز برئاسة هذا النادي، بعد ذلك تم تسوير ميدان سباق الخيل المذكور، وأقيم أول سباق رسمي للخيل بهذا الموقع، وتولى إدارة النادي عبد الله بن عبد المحسن البسام مدة 22 عام  من عام 1386 إلى عام 1408.

## ميدان السباق
هو ميدان الملك عبد العزيز للفروسية يقع في منطقة الجنادرية وهي تبعد حوالي 40 كم شمال شرق الرياض بالقرب من مطار الملك خالد الدولي. يستوعب المدرج 5.000 مشاهد.

## أوقات السباق
يبدأ موسم السباق في الجنادرية بنهاية شهر أيلول ويستمر حتى شهر نيسان. تبدأ الفعاليات مساءًا من يومي الجمعة والسبت، والسباق في مدينة الطائف يكون خلال أشهر الصيف ويكون عادة مساء أيام الجمع. ويقوم التلفزيون السعودي بتغطيه حية لهذه السباقات.

## وصلات خارجية
- الموقع الرسمي لنادي الفروسية